# Bovine Meat and Milk Factors
Als Bovine Meat and Milk Factors (BMMF) werden DNA-Bestandteile in Rindfleisch und Kuhmilch bezeichnet, die für die Entstehung von Krebs (insbesondere Darmkrebs und Brustkrebs) verantwortlich sein könnten. Zu den Vertretern dieser These zählen die Mediziner Harald zur Hausen und Ethel-Michele de Villiers, beide tätig am Deutschen Krebsforschungszentrum in Heidelberg, aufgrund der Analyse von epidemiologischen Daten und der Untersuchung von Antikörpern im menschlichen Serum. Eine Verbindung könnte auch zu Neurodegenerativen Erkrankungen wie der Multiplen Sklerose bestehen.
Ende 2017 stellte die Arbeitsgruppe um Timo Bund am DKFZ Nachweise vor, dass die BMMF in menschlichen Zellen langfristig überdauern. Sie identifizierte bestimmte BMMF-RNA und -Proteinprodukte.
Am 26. Februar 2019 stellte Ethel-Michele de Villiers Hinweise auf einen bisher unbekannten Infektionserreger in Blutserum und Milch von eurasischen Rindern vor, der indirekt die Entstehung eines Kolonkarzinoms auslösen könnte. Man habe „Homologien zum p4ABAYE-Plasmid von Acinetobacter, aber auch virale Bestandteile von CRESS-DNA-Viren nachgewiesen.“
Das Bundesinstitut für Risikobewertung (BfR) hebt hervor, dass diese Erkenntnisse und Empfehlungen auf einer sehr dünnen Datengrundlage beruhen.

## Belege
1. ↑  Timo Bund: Research Group Episomal-Persistent DNA in Cancer- and Chronic Diseases. DKFZ
2. ↑  Harald zur Hausen, Ethel-Michele de Villiers: Dairy cattle serum and milk factors contributing to the risk of colon and breast cancers. In: International Journal of Cancer. Band 137, Nr. 4, 2015, S. 959–967, doi:10.1002/ijc.29466, PMID 25648405.
3. 1 2  Harald zur Hausen, Timo Bund, Ethel-Michele de Villiers: Specific Nutritional Infections Early in Life as Risk Factors for Human Colon and Breast Cancers Several Decades Later. In: International Journal of Cancer. Band 144, Nr. 7, 2019, S. 1574–1583, doi:10.1002/ijc.31882
4. ↑  Wolfgang Däuble: Warum haben Inder so selten Darmkrebs? In: FAZ.net. 26. April 2014, abgerufen am 16. Dezember 2014.
5. 1 2 3  Sebastian Eilebrecht, Agnes Hotz-Wagenblatt, Victor Sarachaga et al.: Expression and replication of virus-like circular DNA in human cells. In: Scientific Reports. Band 8, Artikel-Nr. 2851, 2018, doi:10.1038/s41598-018-21317-w, PMID 29434270
6. ↑  Erhöhtes Krebsrisiko durch Kuhmilch und Rindfleisch? aerztezeitung.de, 23. Oktober 2018
7. ↑  Arbeitsgruppe Episomal-Persistierende DNA in Krebs- und chronischen Erkrankungen. dkfz.de; abgerufen am 4. Juni 2019
8. ↑  Forschung am DKFZ: Risikofaktor für Darmkrebs in Milch entdeckt. (Memento vom 4. Juni 2019 im Internet Archive) aerztezeitung.de, 26. Februar 2019
9. ↑  Neuartige Erreger in Rind und Kuhmilchprodukten: Weitere Forschung notwendig. Stellungnahme Nr. 014/2019 des BfR vom 18. April 2019, aktualisiert am 19. September 2019